# No Idea
No Idea  è un singolo del rapper statunitense Don Toliver, pubblicato il 29 maggio 2019 come primo estratto dal primo album in studio Heaven or Hell.

## Video musicale
Il video musicale, uscito in concomitanza con l'uscita del singolo, è stato diretto da Grant Singer.

## Tracce
Testi e musiche di Caleb Toliver, Ebony Naomi Oshurinde, Kevin Gomringer e Tim Gomringer.
Download digitale, streaming
1. No Idea – 2:33

Download digitale, streaming – DJ Purpberry Chopped and Screwed
1. No Idea (DJ Purpberry Chopped and Screwed) – 3:15

## Formazione
- Don Toliver – voce
- WondaGurl – produzione
- Cubeatz – co-produzione
- Mike Dean – mastering
- Jimmy Cash – missaggio
- Nate Alford – registrazione

## Classifiche

### Classifiche settimanali
| Classifica (2019-20) | Posizione massima |
| -------------------- | ----------------- |
| Argentina            | 91                |
| Australia            | 43                |
| Belgio (Fiandre)     | 54                |
| Belgio (Vallonia)    | 55                |
| Canada               | 19                |
| Estonia              | 24                |
| Francia              | 96                |
| Germania             | 86                |
| Grecia               | 25                |
| Irlanda              | 38                |
| Islanda              | 27                |
| Lettonia             | 14                |
| Lituania             | 22                |
| Norvegia             | 30                |
| Nuova Zelanda        | 32                |
| Paesi Bassi          | 75                |
| Portogallo           | 29                |
| Regno Unito          | 39                |
| Repubblica Ceca      | 55                |
| Romania              | 61                |
| Slovacchia           | 42                |
| Stati Uniti          | 43                |
| Svezia               | 87                |
| Svizzera             | 41                |
| Ungheria             | 34                |

### Classifiche di fine anno
| Classifica (2020) | Posizione |
| ----------------- | --------- |
| Canada            | 44        |
| Portogallo        | 95        |